# Glabro

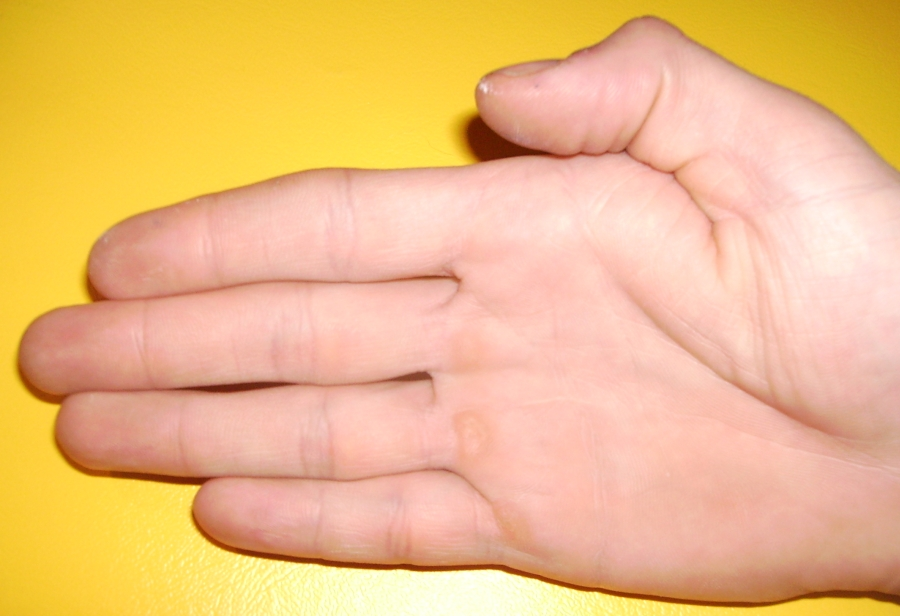
La palma de la mano está recubierta de piel glabra.

Glabro (del latín, glaber, calvo), o lampiño (de origen incierto), son denominaciones dadas a organismos, o a sus partes, que no presentan pelos, tricomas o estructuras similares en su superficie externa. También se denomina glabro a la parte inferior y redonda del pan en algunas zonas de la Comunidad Valenciana y Cataluña.

## En botánica
En botánica y micología, glabro es un adjetivo usado para describir una característica morfológica como liso, brillante, no teniendo ningún pelo o cerdas o glauco. Es una de las claves dicotómicas de identificación de las plantas.

## En la piel humana
En el cuerpo humano, la piel glabra es la piel sin pelo. Se encuentra en los dedos, las superficies palmares de manos, las plantas de los pies, los labios, los labios menores del pubis y el pene.
La tinea corporis es una micosis que produce piel glabra en el grupo étnico blanco.
Hay cinco tipos principales de mecanorreceptores en la piel glabra de los seres humanos: corpúsculos de Pacini, corpúsculos de Meissner, discos de Merkel, corpúsculos de Ruffini y los corpúsculos de Krause.
El término acomoclitismo (del griego κομη, komé = pelo, prefijo negativo α-, a, y κλιτικος, klitikós = tener una preferencia, a su vez de κλινειν, klinéin = inclinarse, κλιτυς, klitys = una cuesta) es el término técnico para denominar la preferencia por los órganos genitales sin vello. El adjetivo usado para describir a alguien con esta preferencia es acomoclítico.